# Білоліська сільська рада
Білолі́ська сільська́ ра́да —ліквідована  адміністративно-територіальна одиниця та орган місцевого самоврядування в Татарбунарському районі Одеської області. Адміністративний центр — село Білолісся.

## Загальні відомості
Білоліська сільська рада утворена в 1947 році.
- Територія ради: 96,84 км²
- Населення ради: 2 335 осіб (станом на 2001 рік)
- Територією ради протікає річка Сарата

## Населені пункти
Сільській раді підпорядковані населені пункти:
- с. Білолісся

## Населення
Згідно з переписом УРСР 1989 року чисельність наявного населення сільської ради становила 2515 осіб, з яких 1191 чоловік та 1324 жінки.
За переписом населення України 2001 року в сільській раді мешкали 2334 особи.

### Мова
Розподіл населення за рідною мовою за даними перепису 2001 року:
| Мова       | Відсоток |
| ---------- | -------- |
| українська | 96,32 %  |
| молдовська | 2,14 %   |
| російська  | 0,81 %   |
| болгарська | 0,47 %   |
| вірменська | 0,17 %   |
| німецька   | 0,04 %   |

## Склад ради
Рада складається з 18 депутатів та голови.
- Голова ради: Липовий Олександр Олександрович
- Секретар ради: Сивоконь Лілія Войківна

### Керівний склад попередніх скликань
| Прізвище, ім'я, по батькові     | Основні відомості                                                 | Дата обрання | Дата звільнення |
| ------------------------------- | ----------------------------------------------------------------- | ------------ | --------------- |
| Кушніренко Наталія Митрофанівна | Сільський голова, 1965 року народження, позапартійна              | 26.03.2006   | 31.10.2010      |
| Липовий Олександр Олександрович | Сільський голова, 1984 року народження, освіта вища, безпартійний | 31.10.2010   |                 |

Примітка: таблиця складена за даними сайту Верховної Ради України

### Депутати
За результатами місцевих виборів 2010 року депутатами ради стали:

#### За суб'єктами висування
| Суб'єкт висування           | Кількість обраних депутатів | %    |
| --------------------------- | --------------------------- | ---- |
| Народна партія              | 9                           | 50   |
| Партія регіонів             | 6                           | 33,3 |
| Самовисування               | 2                           | 11,1 |
| Комуністична партія України | 1                           | 5,6  |

#### За округами
| № округу                    | Прізвище, ім'я, по батькові     | Дата визнання обраним | Освіта             | Партійна приналежність             | Відомості про обраного депутата                                 |
| --------------------------- | ------------------------------- | --------------------- | ------------------ | ---------------------------------- | --------------------------------------------------------------- |
| Комуністична партія України |                                 |                       |                    |                                    |                                                                 |
| 10                          | Липовий Олександр Михайлович    | 03.11.2010            | середня спеціальна | позапартійний                      | Татарбунарський район електромереж, керівник ОДГ                |
| Народна Партія              |                                 |                       |                    |                                    |                                                                 |
| 2                           | Григоренко Оксана Юріївна       | 03.11.2010            | незакінчена вища   | член Народної партії               | приватний підприємець                                           |
| 4                           | Бєлий Геннадій Дмитрович        | 03.11.2010            | незакінчена вища   | член Народної партії               | Білоліська сільська рада, спеціаліст землевпорядник             |
| 6                           | Духно Меланія Георгіївна        | 03.11.2010            | середня            | член Народної партії               | Білоліська сільська рада, секретар сільської ради               |
| 8                           | Шевченко Антоніна Миколаївна    | 03.11.2010            | середня            | член Народної партії               | Білоліська сільська рада, директор СССДМ                        |
| 9                           | Токмак Олександр Олександрович  | 03.11.2010            | вища               | член Народної партії               | пенсіонер                                                       |
| 13                          | Бєлий Сергій Степанович         | 03.11.2010            | середня            | позапартійний                      | Білоліське відділення зв'язку, керівник                         |
| 14                          | Покотило Наталя Валеріївна      | 03.11.2010            | середня спеціальна | член Народної партії               | Татарбунарська ЦРБ, медсестра                                   |
| 15                          | Лаврека Галина Федорівна        | 03.11.2010            | середня спеціальна | член Народної партії               | Білоліське відділення зв'язку, листоноша                        |
| 17                          | Бєла Ольга Михайлівна           | 03.11.2010            | незакінчена вища   | член Народної партії               | тимчасово не працює                                             |
| Партія регіонів             |                                 |                       |                    |                                    |                                                                 |
| 3                           | Сивоконь Лілія Войківна         | 03.11.2010            | середня            | позапартійна                       | ПП «Баргутін ЮГ», рахівник-касир                                |
| 5                           | Коваленко Ольга Вікторівна      | 03.11.2010            | середня            | член Партії регіонів               | Білоліський фельдшерсько-акушерський пункт, акушер              |
| 7                           | Шайгородська Олена Григорівна   | 03.11.2010            | вища               | позапартійна                       | Трапівська ДВМ, завідувачка                                     |
| 11                          | Бєлий Віктор Степанович         | 03.11.2010            | середня            | позапартійний                      | Татарбунарська УЗС, машиніст                                    |
| 16                          | Лісецька Зінаїда Герасимівна    | 03.11.2010            | середня            | член Народної партії               | Білоліська сільська рада, паспортист                            |
| 18                          | Гетманенко Ірина Станіславівна  | 03.11.2010            | середня            | член Соціалістичної партії України | комунальне підприємство «Джерело Білолісся», головний бухгалтер |
| Самовисування               |                                 |                       |                    |                                    |                                                                 |
| 1                           | Криворученко Борис Анатолійович | 03.11.2010            | середня спеціальна | позапартійний                      | Білоліський будинок культури, директор                          |
| 12                          | Плита Лідія Валер'янівна        | 03.11.2010            | вища               | позапартійна                       | голова фермерського господарства, пенсіонерка                   |